# Peter King (saxophoniste)
Cet article concerne le saxophoniste alto. Pour le saxophoniste ténor et cofondateur du Ronnie Scott's, voir Pete King (saxophoniste).
Pour les articles homonymes, voir Peter King et King.
 (août 2020).
Si vous disposez d'ouvrages ou d'articles de référence ou si vous connaissez des sites web de qualité traitant du thème abordé ici, merci de compléter l'article en donnant les références utiles à sa vérifiabilité et en les liant à la section « Notes et références ».
Peter John King, né le 11 août 1940 à Kingston upon Thames, alors dans le Surrey (aujourd'hui dans le Grand Londres) en Angleterre et mort le 23 août 2020 à Londres (Angleterre), est un saxophoniste, clarinettiste et compositeur britannique de jazz.

## Biographie
Peter King apprend seul le saxophone et la clarinette à l'adolescence. Il débute sur scène en 1957 au Swan Public House de Kingston, jouant de l'alto dans un groupe de dixieland dirigé par le trompettiste Alan Rosewell, avec il travaille comme apprenti cartographe. Après le concert, il décide de devenir musicien professionnel.
En 1959, il est engagé par Ronnie Scott pour jouer lors de l'inauguration de son club le Ronnie Scott's à Londres. La même année, il reçoit le prix du New Star décerné par le Melody Maker.
Il travaille dans l'orchestre de Johnny Dankworth en 1960 et 1961, puis dans les big bands de Maynard Ferguson, Tubby Hayes, Harry South, Stan Tracey et dans l'orchestre de Ray Charles pour une tournée européenne. Il joue également dans des groupes de taille plus modeste, avec  Philly Joe Jones, Zoot Sims, Al Cohn, Red Rodney, Hampton Hawes, Nat Adderley, Al Haig, John Burch, Bill Watrous, Dick Morrissey, Tony Kinsey, Bill Le Sage et des chanteurs comme Jimmy Witherspoon, Joe Williams, Jon Hendricks, et Anita O'Day. Il est également membre du tentet de Charlie Watts.
Les compositions de King, profondément influencées par la musique de Béla Bartók, comportent notamment un opéra, Zyklon, écrit en collaboration avec Julian Barry, ainsi qu'une suite en cinq mouvements pour quartet de jazz et quatuor à cordes, Janus (2005).
Il fait plusieurs apparitions sur des albums du duo pop Everything but the Girl ainsi que sur l'album solo de l'un des membres, Ben Watt : North Marine Drive. King fait également quelques apparitions au cinéma, comme dans Blue Ice, avec Michael Caine, ou encore Le Talentueux Mr. Ripley.

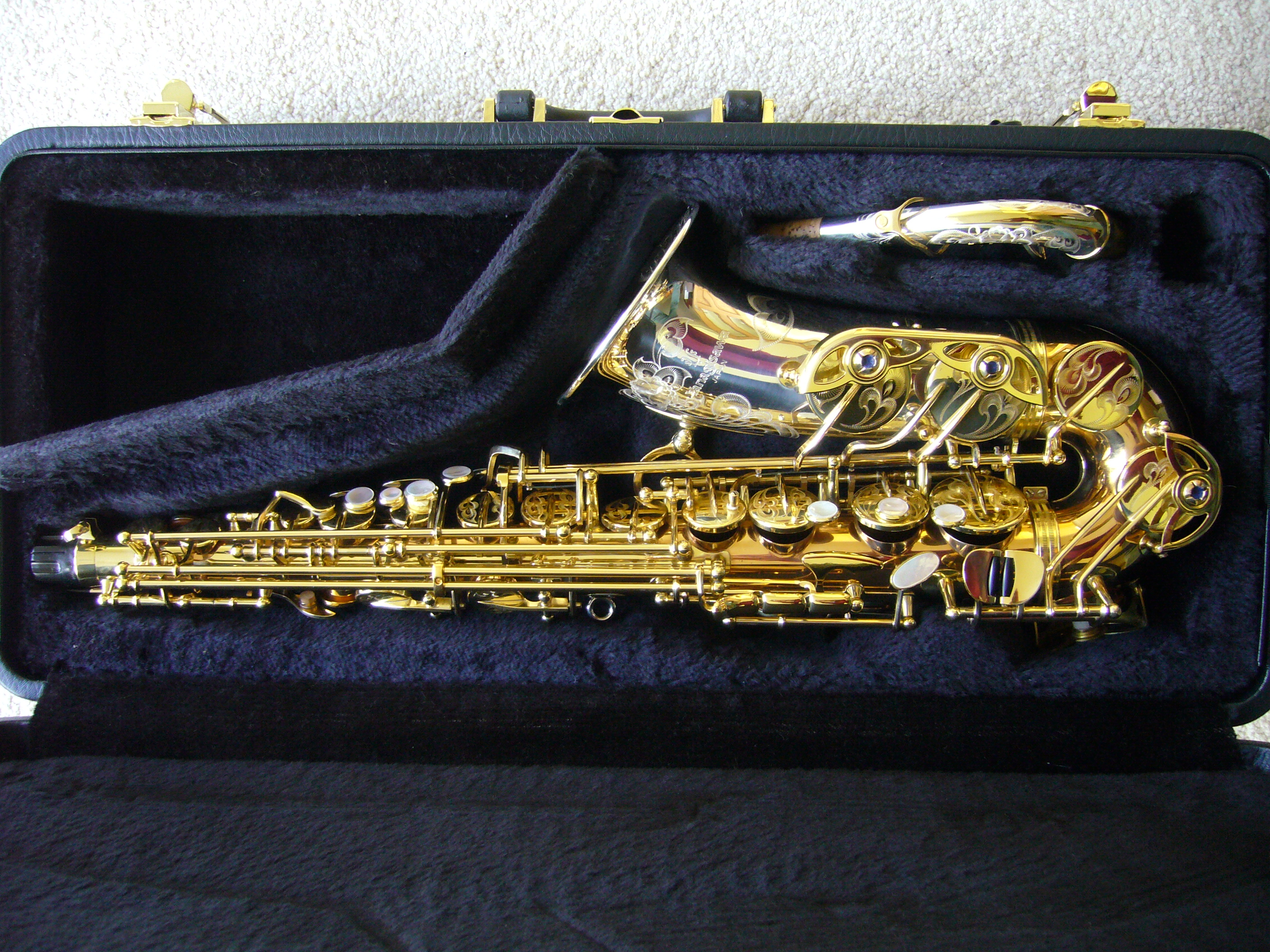
Un saxophone alto Yanagisawa A9932J (manufacturé en 2008) très similaire au A9932Z utilisé par Peter King.

En 2005, Peter King remporte le prix de Musicien de l'année décerné par la BBC.
Généralement considéré comme l'un des meilleurs saxophonistes alto du monde, Peter King continue à se produire régulièrement à Londres et au Royaume-Uni ainsi que dans quelques festivals européens, soit avec son quartet, soit comme invité d'autres groupes.
Une autobiographie, Flying High, paraît en avril 2011.
En 2012, il apparaît dans le documentaire, No One But Me, consacré à la chanteuse de jazz écossaise Annie Ross.

## Publication
- (en) Flying High: A Jazz Life and Beyond (autobiographie), 2011.  (ISBN 978-0-9550908-9-9).